# Albert Pesson
Albert Pesson est un homme politique français né le 22 juin 1843 à Châteaurenault (Indre-et-Loire) et mort le 21 février 1891 dans la même ville.

## Biographie
Ancien élève de l'École polytechnique et des Ponts et chaussées, il travaille sur le canal de Suez, avant d'être nommé à Tours en 1870. Chef de cabinet du sous-secrétaire d’État à l'intérieur en 1871, il est nommé ingénieur de navigation de la Seine en 1872 puis ingénieur municipal de Paris en 1876 puis directeur du service de la navigation sur la Seine en 1881. Il est conseiller général du canton de Châteaurenault en 1883 et député d'Indre-et-Loire de 1885 à 1891, votant avec la majorité opportuniste.

## Sources
- « Albert Pesson », dans Adolphe Robert et Gaston Cougny, Dictionnaire des parlementaires français, Edgar Bourloton, 1889-1891 [détail de l’édition]
- « Albert Pesson », dans le Dictionnaire des parlementaires français (1889-1940), sous la direction de Jean Jolly, PUF, 1960 [détail de l’édition]